# Уайтмен, Алфи
Алфи Малик Уайтмен (англ. Alfie Malik Whiteman; род. 2 октября 1998, Тоттенем, Большой Лондон) — английский футболист, вратарь.

## Клубная карьера
Воспитанник академии лондонского «Тоттенхэм Хотспур», куда он попал в 2015 году. Выступал за юношеские и молодёжные команды в различных турнирах, в том числе в Юношеской лиге УЕФА. 5 ноября 2017 года впервые попал в заявку основной команды на матч английской Премьер-лиги с «Кристал Пэлас», но на поле не появился. В декабре 2019 года подписал с клубом новый контракт, рассчитанный на три года. 26 ноября 2020 года дебютировал за «Тоттенхэм» в матче группового этапа Лиги Европы с болгарским «Лудогорцем», появившись в воротах на 82-й минуте при счёте 4:0 вместо Джо Харта.
12 августа 2021 года перешёл на правах аренды до конца года в шведский «Дегерфорс». 28 августа дебютировал в его составе в чемпионате Швеции в игре с «Мьельбю», в которой он пропустил два мяча.
Покинул «Тоттенхэм Хотспур» после сезона 2024/2025.

## Карьера в сборной
Выступал за юношеские сборные Англии различных возрастов. В составе сборной до 17 лет в 2015 году принимал участие в чемпионате мира в Чили. На турнире был основным вратарём и провёл все три игры группового этапа с Гвинеей, Бразилией и Южной Кореей, в которых он пропустил два мяча. Сборная Англии набрала два очка и заняла третье место в турнирной таблице, которое не позволило ей выйти в плей-офф турнира.

## Клубная статистика
| Выступление       | Выступление      | Выступление      | Лига | Лига | Кубки | Кубки | Конт. кубки | Конт. кубки | Итого | Итого |
| Клуб              | Лига             | Сезон            | Игры | Голы | Игры  | Голы  | Игры        | Голы        | Игры  | Голы  |
| ----------------- | ---------------- | ---------------- | ---- | ---- | ----- | ----- | ----------- | ----------- | ----- | ----- |
| Тоттенхэм Хотспур | Премьер-лига     | 2020/21          | 0    | 0    | 0     | 0     | 1           | 0           | 1     | 0     |
| Тоттенхэм Хотспур | Итого            | Итого            | 0    | 0    | 0     | 0     | 1           | 0           | 1     | 0     |
| Дегерфорс         | Алльсвенскан     | 2021             | 11   | -19  | 0     | 0     | 0           | 0           | 11    | -19   |
| Дегерфорс         | Итого            | Итого            | 11   | -19  | 0     | 0     | 0           | 0           | 11    | -19   |
| Всего за карьеру  | Всего за карьеру | Всего за карьеру | 11   | -19  | 0     | 0     | 1           | 0           | 12    | -19   |